# Sestao
Sestao è un comune spagnolo di 28 288 abitanti situato nella comunità autonoma dei Paesi Baschi.

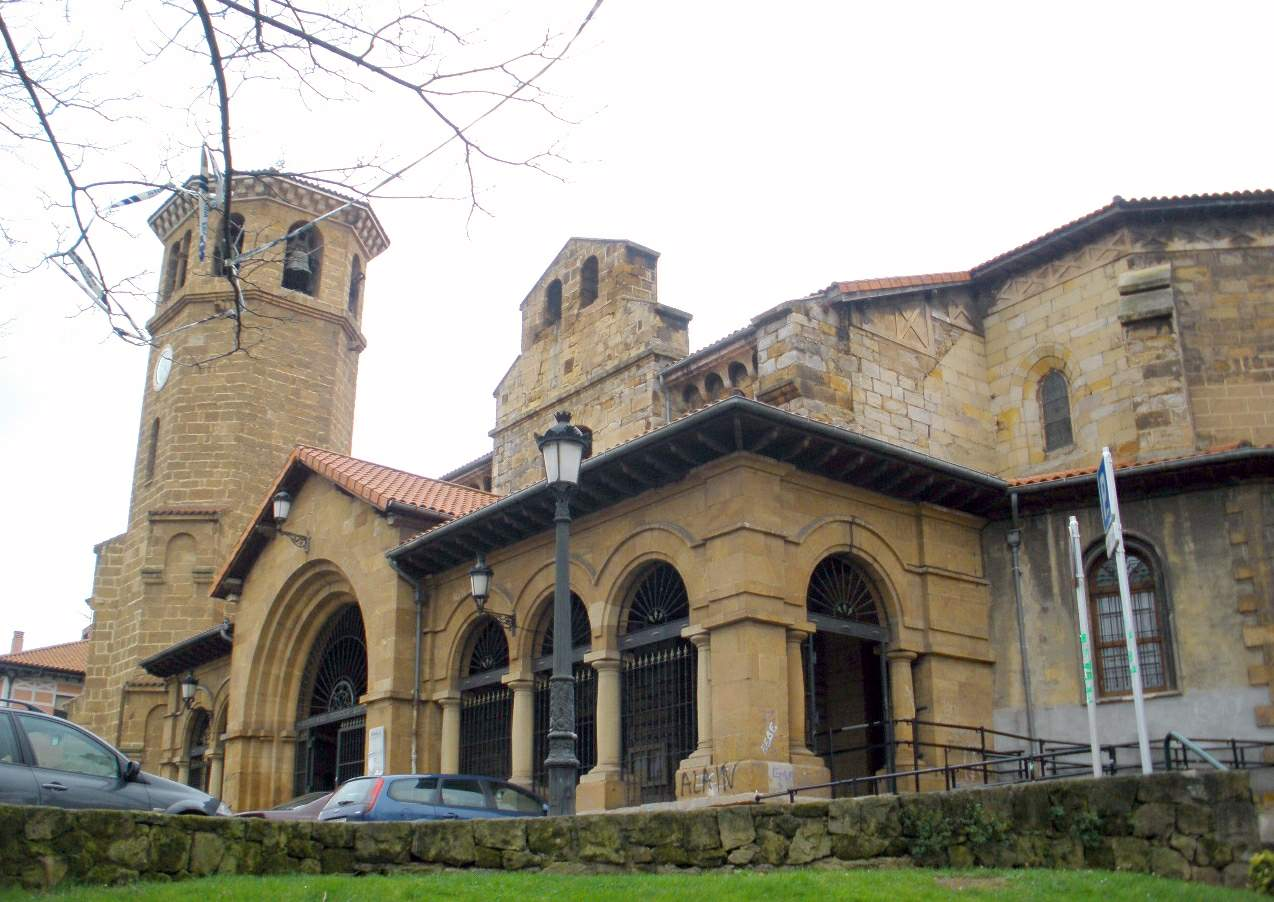
Chiesa di Santa Maria